# Incestophantes frigidus
Incestophantes frigidus är en spindelart som först beskrevs av Simon 1884.  Incestophantes frigidus ingår i släktet Incestophantes och familjen täckvävarspindlar. Inga underarter finns listade i Catalogue of Life.